# Luigi Campovecchio
Luigi Campovecchio, né à Mantoue vers 1740 et mort à Naples vers 1804, est un architecte et un peintre italien.

## Biographie
Luigi Campovecchio étudie à l'Académie de Mantoue auprès de Giovanni Bottani et Paolo Pozzo (it), qui en 1772 enseignait à l'Académie de Mantoue, le cite en 1791 parmi ses plus brillants élèves.
Un document de janvier 1791 le décrit comme très doué pour le dessin et donne les premières information de son activité à Rome dans la recopie de l'architecture.
Le seul témoignage direct de son activité est constitué par un projet d'un « Pubblico Ridotto », primé en 1792 par la Reale Accademia de Parme.
Certaines sources attestent que Luigi aurait exercé à Mantoue, Rome puis à Naples comme peintre de vedute et de paysages, mais ces informations sont sous réserve car Luigi semble être souvent confondu avec son frère Giovanni, peintre également de vedute.
Pietro Ronzoni fut un de ses élèves.

## Œuvres
En peinture
- Paesaggio, ambito romano (1790 - 1799), huile sur papier, 57,5 × 44,5 cm, Villa Della Porta Bozzolo, Casalzuigno, en ligne

En architecture
- Projet de la nouvelle église San Pietro, Villa Santo Stefano